# Jean-Marie Zoellé

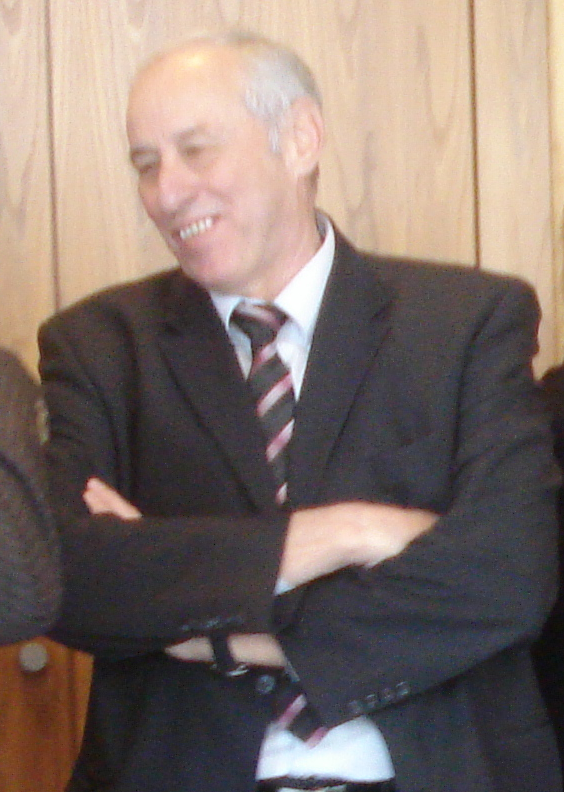
Jean-Marie Zoellé (2011)

Jean-Marie Zoellé (* 16. November 1944 in Sierentz; † 6. April 2020 in Bonn) war ein französischer Kommunalpolitiker und ab 2011 Bürgermeister von Saint-Louis im Département Haut-Rhin.

## Leben
Zoellé war seit 1989 stellvertretender Bürgermeister unter Jean Ueberschlag, dem konservativen Bürgermeister von Saint-Louis. Als Ueberschlag 2011 zurücktrat, übernahm Zoellé dessen Amt. Zuletzt wurde Zoellé bei den Kommunalwahlen am 15. März 2020 mit 84,03 % der abgegebenen Stimmen im ersten Wahlgang wiedergewählt. Zoellé selbst hatte die Durchführung der Kommunalwahlen angesichts der COVID-19-Pandemie in Frankreich als Fehler bezeichnet. 
Bald darauf erkrankte Zoellé selbst an dem Coronavirus SARS-CoV-2 und wurde in einem Krankenhaus in Mülhausen behandelt. Am 28. März wurde er nach Deutschland in das Krankenhaus St. Petrus in Bonn verlegt. Er starb dort am 6. April im Alter von 75 Jahren an den Folgen von COVID-19.
Zoellé war verheiratet und hatte Kinder.